# Erdei László (filozófus)
Erdei László, Enzelmüller (Bori, 1920. október 18. – Budapest, 1996. január 14.) filozófus, logikus, egyetemi tanár, az első magyarországi logikatanszék létrehozója és vezetője, szerkesztő.

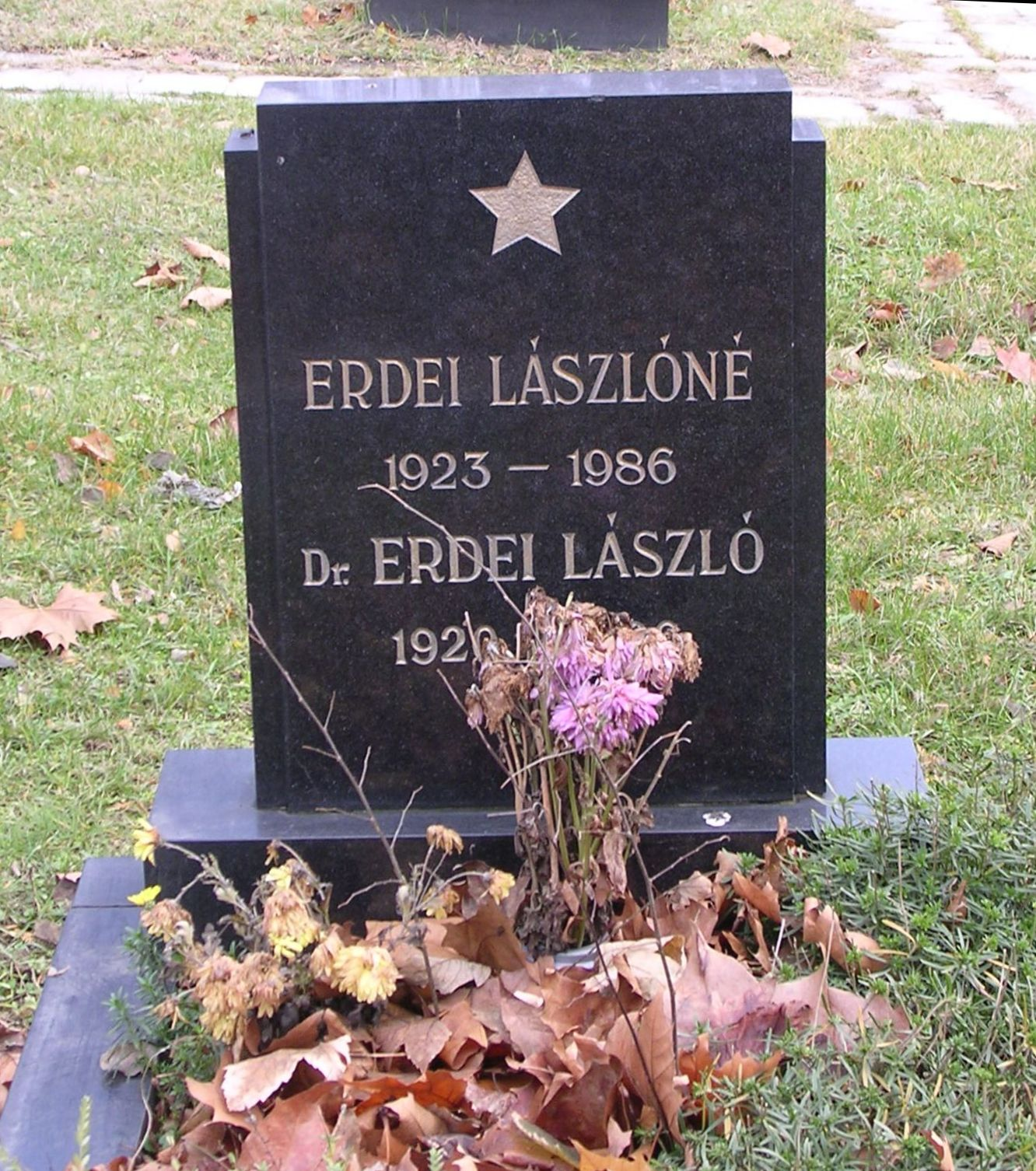
Sírja a Fiumei úti sírkertben (12-1-34)

## Életútja
1936-tól részt vett a magyarországi munkásmozgalomban. 1945-től megyei MADISZ titkára, majd megyei lapok szerkesztőjeként dolgozott. 1952-től aspiráns volt. 1957-től az MTA Filozófiai Intézetében tudományos kutatóként, majd 1958-tól osztályvezetőként tevékenykedett. 1957-ben az ELTE Bölcsészettudományi Karának egyetemi docensévé nevezték ki. 1972-ben megalapította az első magyarországi logikatanszéket. Ennek tanszékvezető egyetemi tanáraként, a filozófiai tudományok doktoraként működött visszavonulásáig. A Fiumei úti sírkertben, a nagy munkásmozgalmi parcellában temették el.

## Munkássága
Erdei László Fogarasi Béla logikai munkásságának folytatója, a magyarországi dialektikus logika magas szintű fejlesztője és oktatója volt. Első komolyabb műve, A megismerés kezdete címmel 1957-ben látott napvilágot. Az írás egyben kandidátusi disszertáció is volt, opponensei Lukács György és Szigeti József voltak. A könyv a hegeli logika első fejezetének kritikai elemzését nyújtotta.
Erdei fő műve, Az ítélet dialektikus logikai elmélete tíz év munkájának eredményeként született meg.

## Főbb művei

### Monográfiák
- A megismerés kezdete. A hegeli logika első fejezetének kritikai elemzése. Akadémiai, Budapest, 1957
- Az ítélet dialektikus logikai elmélete. Akadémiai, Budapest, 1971
- Ellentét és ellentmondás a logikában. Akadémiai, Budapest, 1973
- Das Urteil: die dialektisch-logische Theorie des Urteils. Akadémiai, Budapest, 1981
- Der Schluss: die Dialektik des Schlusses. Akadémiai, Budapest, 1983
- A dialektikus módszerről. Kossuth, Budapest, 1988

### Tanulmányok
- Bevezetés. In W. F. Hegel: A logika tudománya I–II. Akadémiai, Budapest, 1979
- Dialektika – dialektikus logika. Hegel halálának 150. évfordulója alkalmából. Magyar Filozófiai Szemle, 1981. 6. sz. 759–773. o.
- Az ellentmondás elve a formális és a dialektikus logikában. Magyar Filozófiai Szemle, 1963. 4. sz. 565–614. o.
- Az érzékelés „megsemmisítése” Hegel Logikájában. Magyar Filozófiai Szemle, 1957. 1. sz. 19–35. o.
- A fogalom dialektikájához. Magyar Filozófiai Szemle, 1969. 3. sz. 397–436. o.
- A logikai ellentmondásról. Magyar Filozófiai Szemle, 1980. 5. sz. 759–785. o.
- Logisztika, vagy marxi-lenini logika. Magyar Filozófiai Szemle, 1959. 3–4. sz. 266–268. o.